# Fenômenos críticos
Em física, fenômenos críticos está associado com a fenomenologia de pontos críticos. Fenômenos críticos incluem relações de escala entre as diferentes grandezas, com divergências na forma de leis de potência (tais como a susceptibilidade magnética na transição de fase ferromagnética) descrito pelos expoentes críticos, universalidade, comportamento fractal e quebra de ergodicidade. Fenômenos críticos tomam lugar em transição de fase de segunda ordem, embora não exclusivamente.
O comportamento crítico de um sistema geralmente não é bem descrito por aproximações de campo médio. A aproximação do campo médio é uma descrição simplista do sistema válida longe da transição de fase, pois negligencia correlações que se tornam cada vez mais importantes à medida que o sistema se aproxima do ponto crítico. 
As principais ferramentas matemáticas para estudar os pontos críticos são os chamados grupos de renormalização, que aproveita a ideia das Bonecas russas para explicar a universalidade e prever numericamente os expoentes críticos, e também a teoria de perturbações variationais, que converte expansões de perturbação divergentes em expansões convergentes fortemente acopladas, muito relevante para fenômenos críticos. Em sistemas bidimensionais, teoria conforme de campos é uma poderosa ferramenta que descobriu muitas novas propriedades de sistemas críticos em 2D, utilizando o fato de que a invariância de escala, juntamente com alguns outros requisitos, leva a um grupo de simetria infinita.